# Britt Marie Hermes
Britt Marie Hermes, née Deegan en 1984 en Californie du Sud, est une ancienne naturopathe américaine autrice d'un blog, Naturopathic Diaries, dans lequel elle discute de manière critique de sa formation, de son ancienne pratique et des raisons qui l'ont amenée à l'abandonner.
Ses écrits traitent de manière plus générale de la formation et des pratiques des naturopathes agréés en Amérique du Nord et des problématiques liées à cette pratique. Sa critique de la naturopathie, particulièrement intéressante par sa position d'apostate, a attiré l'attention et l'a amenée à être décrite comme une lanceuse d'alerte de cette profession. Elle est désormais reconnue comme une défenseuse de la médecine fondée sur les faits et une opposante aux pseudo-médecines.

## Éducation et pratique de la naturopathie

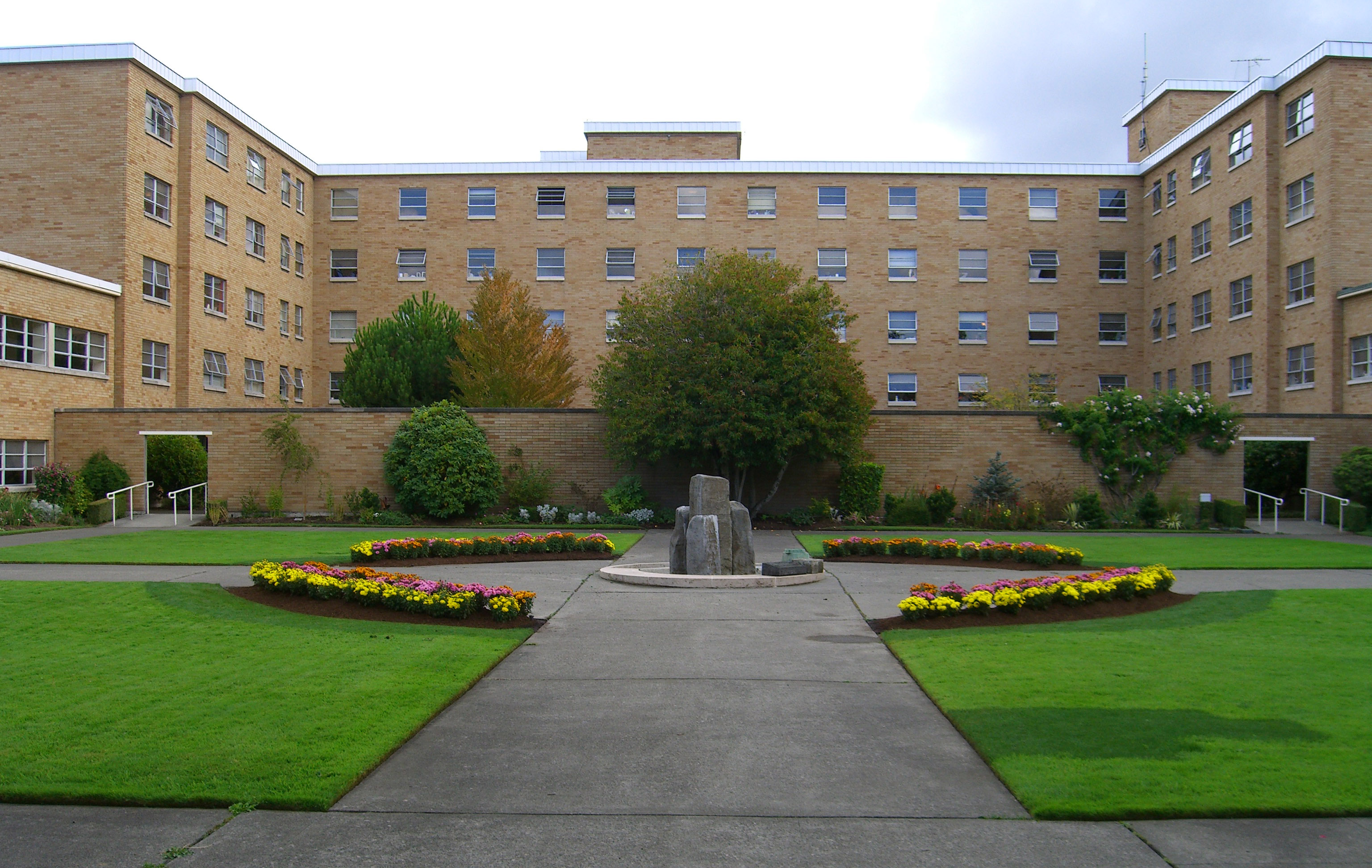
L'université Bastyr, où Britt Marie Hermes a été formée en naturopathie.

Britt Marie Hermes naît et grandit en Californie. Elle commence à s'intéresser à la naturopathie alors qu'elle est adolescente dans le but de soigner un psoriasis dont elle est atteinte, après une expérience négative avec un médecin. Rétrospectivement, elle décrit les caractéristiques classiques de cet élément déclencheur dans le recours aux pratiques de soins alternatives : une affection pour laquelle il n'existe pas de traitement causal et un manque d'empathie et de communication clinique de la part d'un professionnel de santé,,.
Après le lycée, elle étudie d'abord à l'université d'État de San Diego dont elle obtient une licence de psychologie en 2006, avant d'entreprendre des études en naturopathie à l'université Bastyr (en), une institution privée établie à Kenmore (État de Washington) spécialisée dans l'enseignement des pratiques de soin non fondées sur les faits. Après quatre ans d'études, elle y obtient un « doctorat en naturopathie » en 2011.
Elle est d'abord autorisée à exercer la naturopathie dans cet État où elle effectue ensuite une résidence d'un an dans une clinique de naturopathie à Seattle, axée sur le soin des enfants et de la famille,. Elle déménage ensuite à Tucson, en Arizona, où elle exerce jusqu'en 2014 dans une clinique de naturopathie ambulatoire,. Elle dispose alors d'un numéro DEA (en) qui lui permet de prescrire certaines substances, en accord avec la réglementation. Elle prescrit des médicaments et des examens complémentaires tels que des radiographies, des IRM et des analyses de sang.

## Apostasie
Après avoir assisté à des traitements illégaux et contraires à l'éthique pratiqués sur des patients atteints de cancer, et avoir compris que de telles pratiques étaient courantes dans la naturopathie en raison d'un manque de formation et de la faible réglementation de la naturopathie, elle décide de quitter cette profession.
Immédiatement après, elle signale son patron aux autorités de l'Arizona pour importation et administration d'une substance non-approuvée par l'Agence américaine des produits alimentaires et médicamenteux (FDA). La substance en question, commercialisée sous le nom d'Ukrain, est une molécule hémisynthétique issue de la grande chélidoine à laquelle son fabricant allègue sans preuves des propriétés anticancéreuses et dont l'innocuité n'a pas été étudiée. À la suite de ce signalement, il ne reçoit qu'une lettre de réprimande de la part de l'Arizona Naturopathic Physicians Board of Examiners, ce que Britt Marie Hermes qualifie de « punition symbolique »,. La recommandation d'un ancien président de l'Association américaine des médecins naturopathes de ne pas dénoncer son patron a participé à la motiver à quitter la profession,.

## Critique de la naturopathie

### Naturopathic Diaries
En 2015, Britt Marie Hermes commence à écrire un blog, Naturopathic Diaries (litt. Cahiers de Naturopathie), qui « vise à contextualiser les fausses informations diffusées par la profession naturopathe ». Elle est préoccupée par le manque de consentement éclairé des patients dans la pratique naturopathe ainsi que par l'incapacité des naturopathes à utiliser la médecine fondée sur les faits,. Son blog fournit un point de vue d'initiée sur la façon dont les naturopathes pratiquent et sont formés,. Ses écrits traitent de manière générale de la formation et des pratiques des naturopathes agréés en Amérique du Nord.
Elle a ainsi documenté que les organisations de naturopathie présentent de façon trompeuse leur formation par rapport à la formation des médecins,,. Elle soutient que les programmes de naturopathie agréés ne préparent pas suffisamment les étudiants à devenir des praticiens compétents en médecine,. Elle affirme que les naturopathes ne sont pas capables de reconnaître des problèmes de santé graves et de traiter selon les normes de soins en raison d'une formation médicale insuffisante,.
Elle décrit ses observations concernant des naturopathes agréés faisant régulièrement des erreurs de diagnostic chez leurs patients et leur donnant des conseils médicaux inappropriés, tels que déconseiller la vaccination et promouvoir le traitement de cancers par des méthodes sans preuve d'efficacité ni d'innocuité,. Elle a caractérisé les méthodes naturopathiques, en particulier celles utilisant des vitamines et des compléments alimentaires, comme dépourvues de preuves scientifiques suffisantes et fondées sur des allégations de santé exagérées,,. Le point de vue de Britt Marie Hermes rejoint et développe les critiques formulées précédemment à l'égard de la formation et de la pratique en naturopathie,,,.

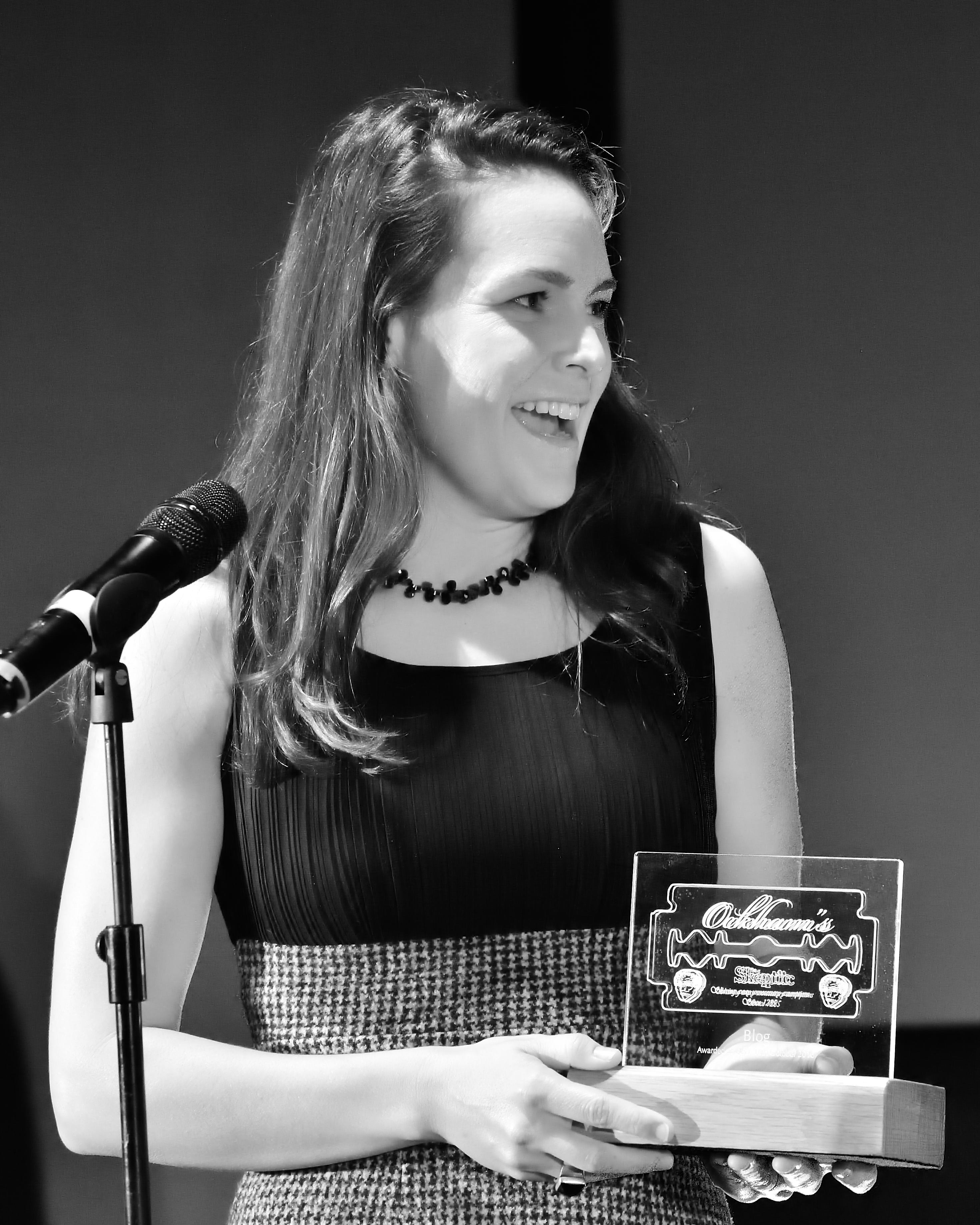
Britt Marie Hermes recevant le prix Ockham 2016 du meilleur blog, remis par The Skeptic.

À la suite de ce travail, elle est décrite comme une lanceuse d'alerte de la profession naturopathe,,. Naturopathic Diaries a reçu le prix Ockham 2016 du meilleur blog par le magazine The Skeptic (en).
Un blog anonyme critique a été créé en réponse à son blog, mais les études qui y sont citées sont jugées de qualité médiocre et menées par des naturopathes en vue de défendre leurs pratiques. Une naturopathe américaine, Colleen Huber, intente un procès en diffamation contre Britt Marie Hermes en septembre 2017 pour des déclarations sur son blog à propos des traitements naturels des cancers qu'elle utilise. L'association Australian Skeptics organise alors une campagne de financement pour aider Britt Marie Hermes à se défendre, celle-ci atteint 50 000 € de dons en neuf jours. Britt Hermes annonce plus tard sur son blog que « le 24 mai 2019, le tribunal du district de Kiel en Allemagne s'est prononcé contre la naturopathe Colleen Huber dans le cadre du procès en diffamation qu'elle avait intentée ».

### Plaidoyer
Britt Marie Hermes pense que les docteurs en naturopathie présentent de façon trompeuse leurs compétences médicales auprès du public et des législateurs,,. Elle défend les positions politiques suivantes sur la réglementation de la naturopathie :
- Les naturopathes ne devraient pas être autorisés à utiliser les mots « docteur » ou « médecin » pour se décrire, car cela induit les patients en erreur en leur faisant croire que les naturopathes ont une formation médicale comparable à celle des médecins qui exercent la médecine fondée sur des preuves[1],[7].
- Les naturopathes ne devraient pas avoir le droit de traiter des enfants[23],[7]. Elle rappelle le cas d'un enfant canadien décédé après que ses parents ont consulté un naturopathe agréé de l'Alberta qui lui a prescrit une teinture d'échinacée[7],[8], pour traiter sa méningite bactérienne.
- Les naturopathes ne devraient pas recevoir de licence médicale (en) et, lorsqu'ils sont déjà agréés, leur champ d'activité devrait être réduit[12].

Elle a lancé une pétition sur Change.org intitulée « Les naturopathes ne sont pas des médecins », afin de sensibiliser le public aux défauts de la pratique naturopathique et à l'agenda politique de la profession consistant à avoir la possibilité d'obtenir des permis d'exercer dans les 50 États américains d'ici 2025 et à inclure la profession dans le système Medicare,,. Les naturopathes, y compris l’Association américaine des médecins naturopathes, l’ont accusée de diffamation contre la profession naturopathe,.
Lorsqu’elle a été interrogée sur le préjudice qu'elle estime causé par la naturopathie, elle répond : 
1. sur l'aspect financier ces traitements peuvent être très coûteux, parfois des milliers de dollars
2. en croyant à cette solution les patients renoncent aux traitements conventionnels, ce qui peut retarder ou les empêcher la prise de traitement médicaux pouvant potentiellement sauver leur vie[26].

S'exprimant au CSIcon Las Vegas 2017, Britt Marie Hermes décrit l'enseignement dans les écoles de naturopathie comme de la pseudoscience. Elle en discute avec Susan Gerbic dans une interview écrite.

## Reconversion
En 2015, après avoir déménagé en Allemagne pour suivre son conjoint, elle entreprend de suivre un master en recherche biomédicale à l'université de Kiel, et de se spécialiser dans l'étude du microbiome mammifère. À partir de juin 2017 elle est doctorante en génomique évolutive dans l'institut pour la médecine expérimentale dans cette même université et à l'institut Max Planck de biologie de l'évolution. Son sujet de thèse porte sur les interactions entre le microbiome cutané et la variation génétique de l'hôte, dans le contexte des dermatoses inflammatoires.
Britt Marie Hermes contribue également aux sites Science-Based Medicine (en), KevinMD.com, Science20.com et Forbes.com, où elle parle de son expérience et où elle écrit sur la médecine factuelle.
Britt Hermes est co-récipiendaire du prix John-Maddox 2018, décerné chaque année par l'association britannique Sense about Science (en) et la revue Nature à des personnes qui promeuvent la science et les preuves obtenues par la méthode expérimentale sur des sujets d'intérêt général, malgré l'hostilité qu'elles rencontrent dans leur démarche. Ce prix récompense ses écrits et son plaidoyer pour la médecine fondée sur les faits. Le jury souligne à cette occasion que son histoire est celle d'un courage exceptionnel « non seulement pour s'être rendu compte que la naturopathie, à laquelle elle avait consacré quatre années de formation, était truffée de pratiques infondées, mais aussi pour avoir ensuite critiqué ces pratiques malgré les injures et les poursuites judiciaires ».